# Autoritratto (Mariani)
Autoritratto è un dipinto a olio su tela e misura cm 67,5x49,5 eseguito nel 1912 dal pittore italiano Pompeo Mariani.
È conservato nei Musei Civici di Monza.